# Еберхард фон Хюрнхайм
Еберхард фон Хюрнхайм (на немски: Eberhard von Hürnheim/Hirnheim; † 1483) е благородник от значимия стар швабски род Хюрнхайм/Хирнхайм в Хюрнхайм, днес част от Едерхайм в район Донау-Рис в Бавария.

## Произход
Той е син на рицар Валтер фон Хюрнхайм-Хохалтинген († сл. 1456) и съпругата му Анна фон Хиршорн. Внук е на Вилхелм фон Хюрнхайм-Хохалтинген († пр. 1397) и Ита фон Геролдсек († сл. 1429), дъщеря на Валтер VII фон Геролдсек († сл. 1358) и графиня Маргарета фон Тюбинген († сл. 1385), дъщеря на граф Конрад I фон Тюбинген-Херенберг († 1377). Потомък е на Алберт фон Хюрнхайм († сл. 1240). Брат е на Валтер фон Хюрнхайм († 1464) и на Ута фон Хюрнхайм, омъжена за Лудвиг фон Ротенщайн.
Епитафът за Еберхард фон Хюрнхайм и съругата му Анна фон Хоенрехберг се намира в гробната капела на католическата църква „Мария Химелфарт“ в Хохалтинген, част от Фремдинген в район Донау-Рис (Бавария).
Дядо е на Еберхард II фон Хюрнхайм (1494 – 1560), княжески епископ на Айхщет (1552 – 1560), на Йохан Себастиан фон Хюрнхайм († 1555), съдия в Шпайер, и на Рудолф фон Хюрнхайм († 1561).
Родът измира през 1679 г. със смъртта на Йохан Филип, абат на Страховския манастир в Прага.

## Фамилия
Първи брак: с Анна фон Рехберг/Хоенрехберг, дъщеря на рицар Беро I фон Рехберг († 1462) и Барбара фон Ротенбург († 1462), дъщеря на Хайнрих VI фон Ротенбург († 1411) и Агнес фон Верденберг-Хайлигенберг-Блуденц († 1436). Тя е внучка на Файт I фон Рехберг († 1416) и принцеса Ирмела фон Тек († 1422). Те имат 18 деца:
- син фон Хюрнхайм († 14 май 1537), женен за фон Фалкенщайн
- Барбара фон Хюрнхайм, омъжена за Йохан фон Лаубенберг († сл. 1492)
- Беро фон Хюрнхайм († 1512), женен за Агнес фон Ехинген, родители на 15 деца, от тях на Еберхард II фон Хюрнхайм (1494 – 1560), княжески епископ на Айхщет (1552 – 1560), на Йохан Себастиан фон Хюрнхайм († 1555), съдия в Шпайер, и на Рудолф фон Хюрнхайм († 1561).
- Валтер фон Хюрнхайм († сл. 1512), женен за Урсула фон Ахелфинген
- Йохан фон Хюрнхайм († сл. 1503)
- Матиас фон Хюрнхайм († 1529)
- Барбара фон Хюрнхайм
- Агнес фон Хюрнхайм
- Цецилия фон Хюрнхайм († сл. 1520)
- Кунигунда фон Хюрнхайм, омъжена за Вилхелм Аделман фон Аделмансфелден
- Доротея фон Хюрнхайм († сл. 1492), омъжена за Файт фон Ротенхан († 1501), потомък на Волфрам фон Ротенхан († 1354) и Лукардис († сл. 1346)
- Барбара фон Хюрнхайм († сл. 1492), омъжена за Йохан фон Лаубенберг
- Анна фон Хюрнхайм, омъжена за Вилхелм фон Закхсенхайм
- Конрад фон Хюрнхайм († 9 ноември 1517)
- Еберхард фон Хюрнхайм († пр. 1505)
- Улрих фон Хюрнхайм
- Йохан фон Хюрнхайм, женен за Барбара фон Шепах, родители на Еберхард фон Хюрнхайм († сл. 3 март 1561)
- Каспар фон Хюрнхайм († 30 октомври 1550)

Втори брак: вер. на 23 септември 1531 г. с Аделман фон Аделмансфелден. Бракът е бездетен.